# Columbus Delano

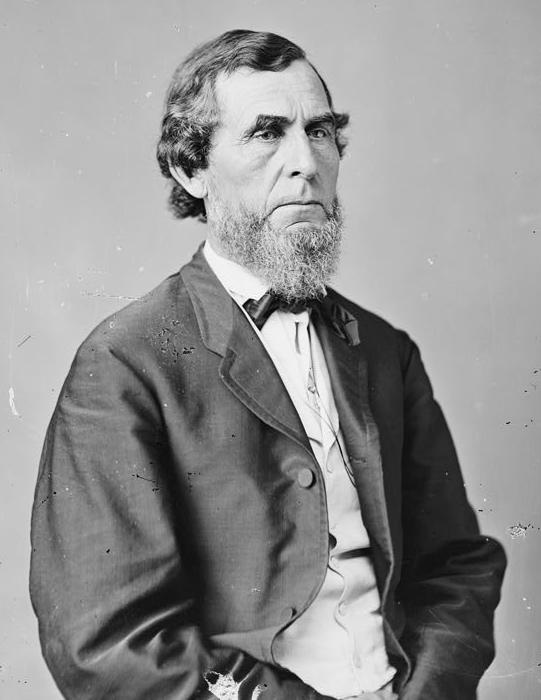
Columbus Delano

Columbus Delano (* 4. Juni 1809 in Shoreham, Vermont; † 23. Oktober 1896 in Mount Vernon, Ohio) war ein US-amerikanischer Politiker, der dem Kabinett von US-Präsident Ulysses S. Grant als Innenminister angehörte.

## Leben
Als Columbus Delano acht Jahre alt war, zogen seine Eltern mit ihm nach Ohio, wo die Familie sich im Knox County niederließ. Die Stadt Mount Vernon sollte für den Rest seines Lebens seine Heimat bleiben. Nach der Schulausbildung studierte er die Rechtswissenschaften und wurde 1831 in die Anwaltskammer aufgenommen. Er arbeitete als Jurist in Mount Vernon und wurde später Staatsanwalt des Knox County.

## Politik
Seine politische Laufbahn begann er bei den Whigs, für die er von 1845 bis 1847 erstmals dem US-Repräsentantenhaus angehörte. Er verzichtete auf eine weitere Kandidatur, weil er es bevorzugte, Politik in seinem Heimatstaat zu betreiben. Eine Kandidatur als Gouverneur von Ohio blieb 1847 jedoch erfolglos.
Nach dem Niedergang der Whig Party schloss sich Delano den Republikanern an und nahm als Delegierter Ohios 1860 an der Republican National Convention in Chicago teil, wo er die Nominierung von Abraham Lincoln zum Präsidentschaftskandidaten unterstützte. 1862 bewarb er sich um einen Sitz im US-Senat, unterlag jedoch seinem Konkurrenten mit einem Rückstand von nur zwei Stimmen. Im folgenden Jahr wurde er ins Repräsentantenhaus von Ohio gewählt; 1865 kehrte er dann ins US-Repräsentantenhaus zurück. Die Wiederwahl im Jahr 1866 verlor er zwar gegen George W. Morgan, doch Delano focht die Wahl an und bekam Recht, woraufhin er seinen Sitz am 3. Juni 1868 wieder einnehmen konnte. Zur Wiederwahl trat er nicht mehr an, sodass er am 3. März 1869 aus dem Kongress ausschied.
In der Folge war er zunächst als Leiter der Steuerbehörde (Commissioner of Internal Revenue) tätig, ehe ihn Präsident Grant als Nachfolger des zurückgetretenen Innenministers Jacob Dolson Cox am 1. November 1870 in sein Kabinett berief. Wie sein Vorgänger hatte auch er mit den vielfältigen und immer zahlreicher werdenden Aufgaben des Ministeriums ebenso zu kämpfen wie mit der Korruption innerhalb der Behörde. Trotzdem behielt er den Posten bis zum 19. Oktober 1875 und damit länger als jeder andere Innenminister im 19. Jahrhundert. Grund für seinen Rücktritt waren Beweise, dass sein Sohn John, der für das Bureau of Indian Affairs tätig war, sich ebenfalls der Korruption schuldig gemacht hatte.
Nach seinem Ausscheiden aus dem Kabinett kehrte Columbus Delano nach Mount Vernon zurück, wo er in den folgenden 20 Jahren als Präsident der örtlichen First National Bank fungierte. Er verstarb dort im Oktober 1896.

## Würdigung
Noch während seiner Amtszeit als Innenminister, am 14. Juli 1873, wurde die Stadt Delano in Kalifornien nach ihm benannt.